# Nils Segerstråle
Nils Georg Casper Segerstråle, född den 31 maj 1893 i Åbo, död 20 september 1979 i Stockholm, var en militär, verkställande direktör och författare. 

## Biografi
Segerstråle  blev löjtnant 1917 och kapten 1929. Åren 1920–1922 var han attaché i Helsingfors, från 1933 verkställande direktör i Stockholmshus AB, och styrelseledamot av Stockholms stads brandförsäkringskontor från 1954. Segerstråle publicerade flera verk under sin levnadstid, bland vilka märks Bondeska slott och gårdar genom tiderna 1947, Biografiska anteckningar om officerskåren vid Kungl. Göta livgarde 1961, Hamiltonska slott och gårdar i Sverige 1976 och Svenska fideikommiss 1979 i vilket han redogör för fullständiga fideikommissarielängder.
Nils Segerstråle var son till häradshövdingen Georg Segerstråle och Karin Tawaststjerna. Han var bror till Torsten och Carl-Georg Segerstråle.  Nils Segerstråle var gift tre gånger. Han var gift med Ebba Disa Tora Funck, Ebba Bonde af Björnö och Anna Ebba Lætitia Tisell.

## Utmärkelser
- Riddare av Svärdsorden
- Finlands Vita Ros orden

[Redigera Wikidata]